# استان فنلاند جنوبی
استان فنلاند جنوبی (به فنلاندی: Etelä-Suomen lääni) یک استان در کشور فنلاند بود که در ۱ سپتامبر ۱۹۹۷ میلادی تأسیس شده‌بود و پس از تقسیمات اداری جدید فنلاند، در تاریخ ۱ ژانویه ۲۰۱۰ میلادی منسوخ شد.

## خصوصیات
استان فنلاند جنوبی ۳۴٬۳۷۸ کیلومترمربع مساحت و ۲٬۲۰۹٬۶۷۷ نفر جمعیت دارد.